# 데마그
데마그(독일어: Demag)는 독일의 건설 장비 제조 업체로 이 회사의 정식 명칭은 데마그 크레인 AG(영어: Demag Cranes AG)이다. 본사는 독일 노르트라인베스트팔렌주 뒤셀도르프에 위치해 있다.

## 역사
1817년 메카니셰 벨크슈테테할코트로 설립을 했으며 1840년에 최초의 기중기를 제작했다. 1908년에 세계 최대 규모의 기중기선을 제작했으며 1910년에 뒤스부르크에서 두 기계회사가 합병과 동시에 현재의 사명으로 변경했다. 1970년부터 계속해서 성장하게 되었다. 2002년 미국의 인수합병 전문회사인 콜버그 크래비스 로버츠(영어: Kohlberg Kravis Roberts)를 인수했다. 2006년에 주식을 상장한데 이어 2009년 9억 3130만 유로의 매출을 기록했다.

## 사진

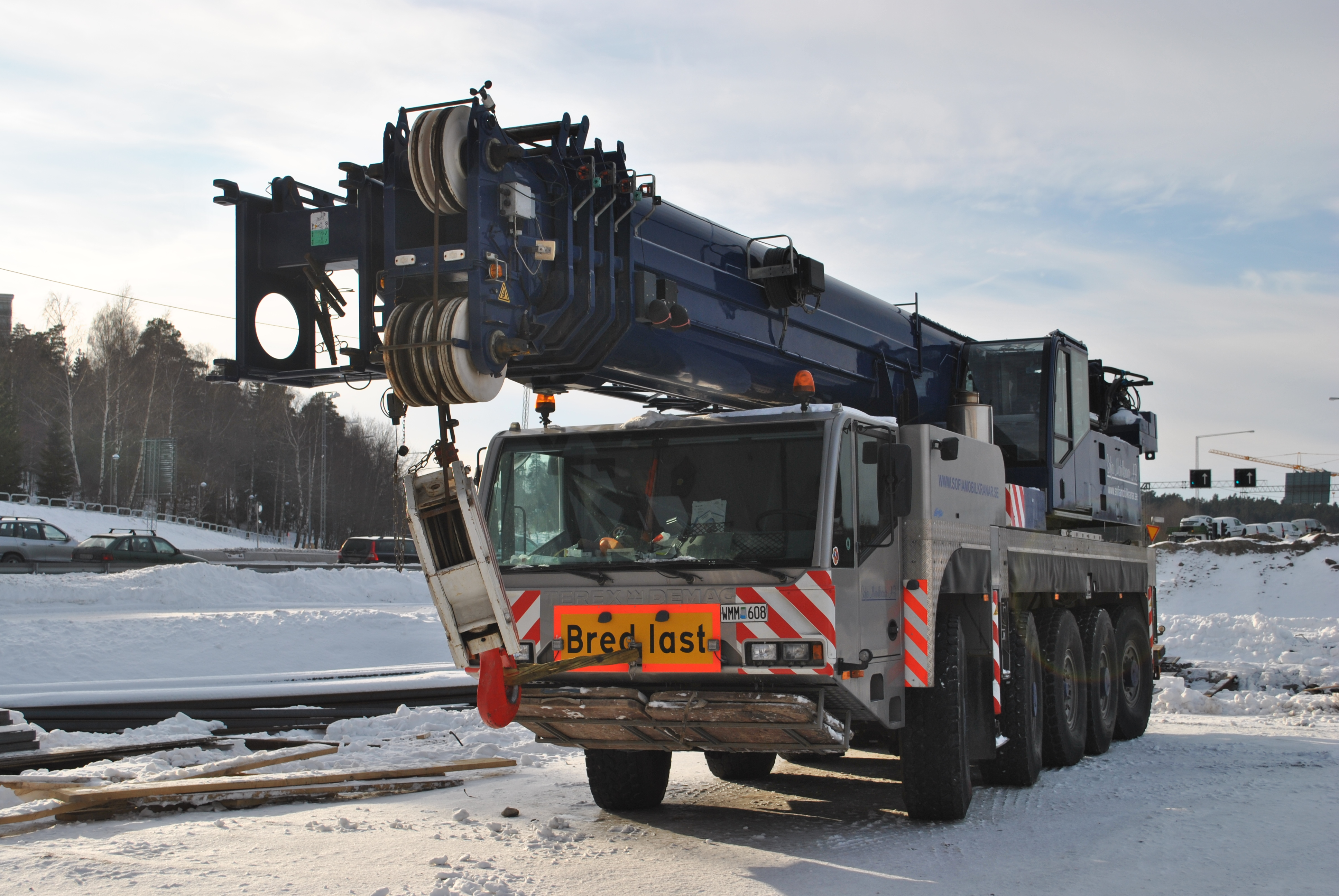
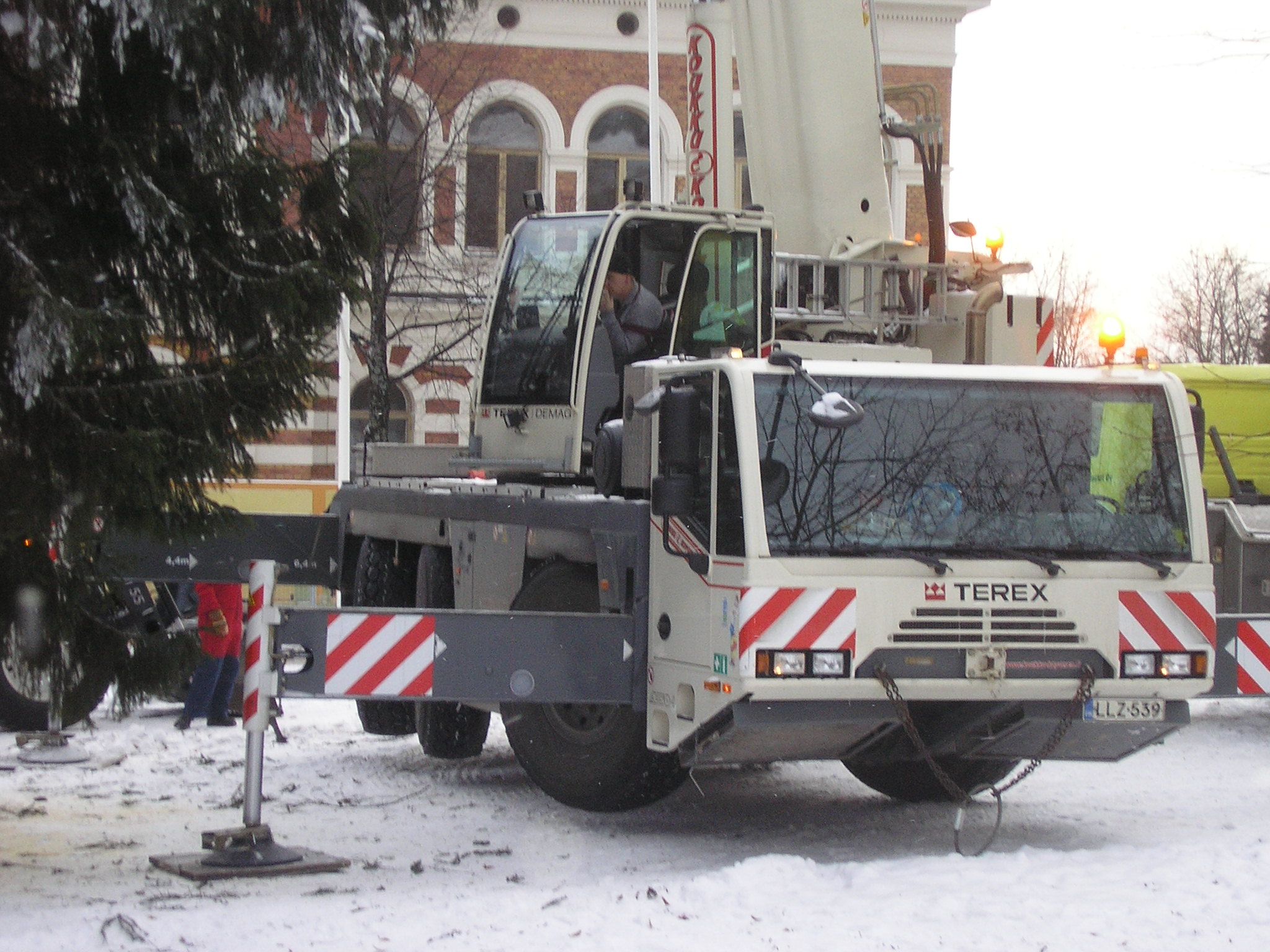
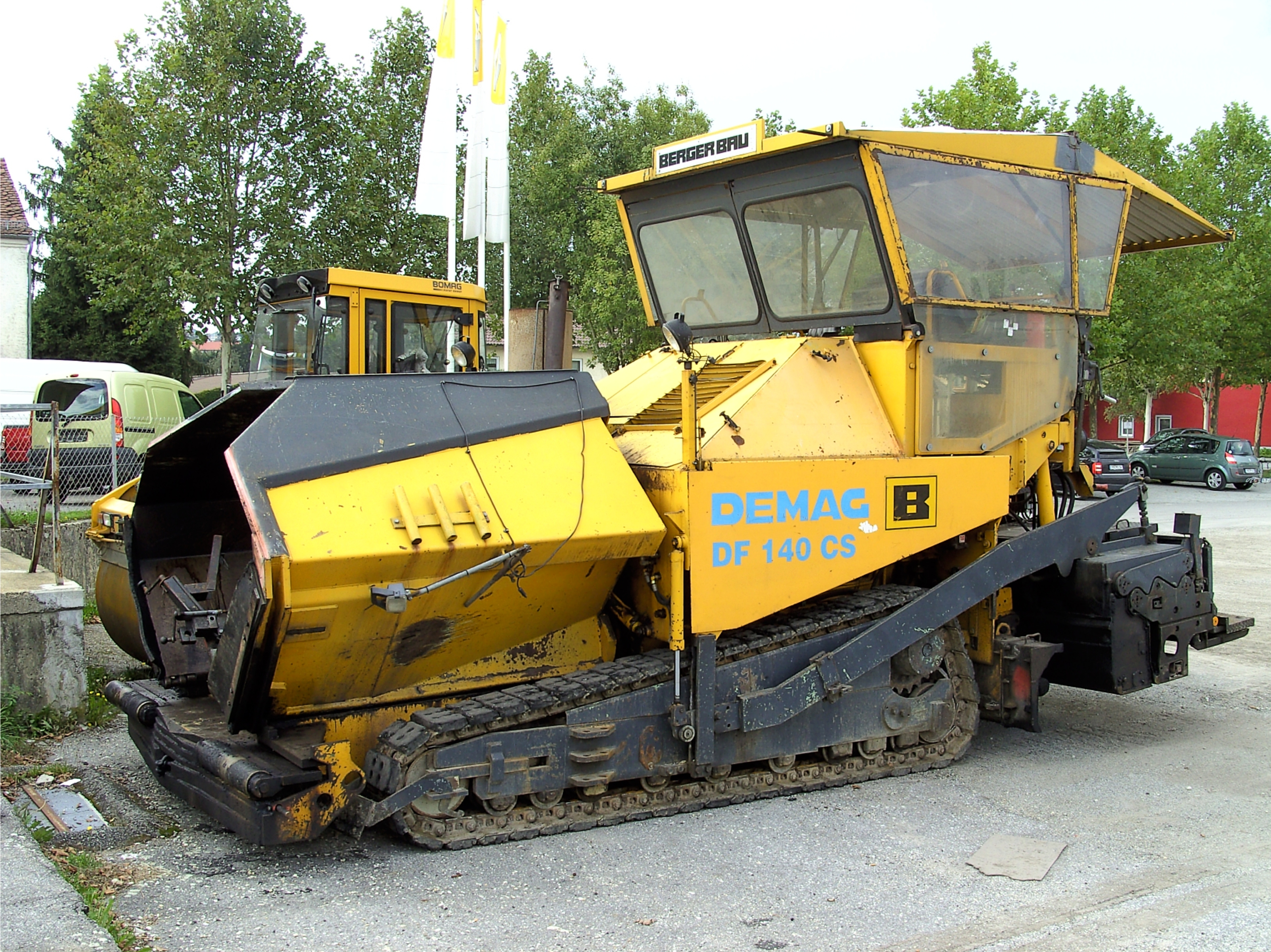
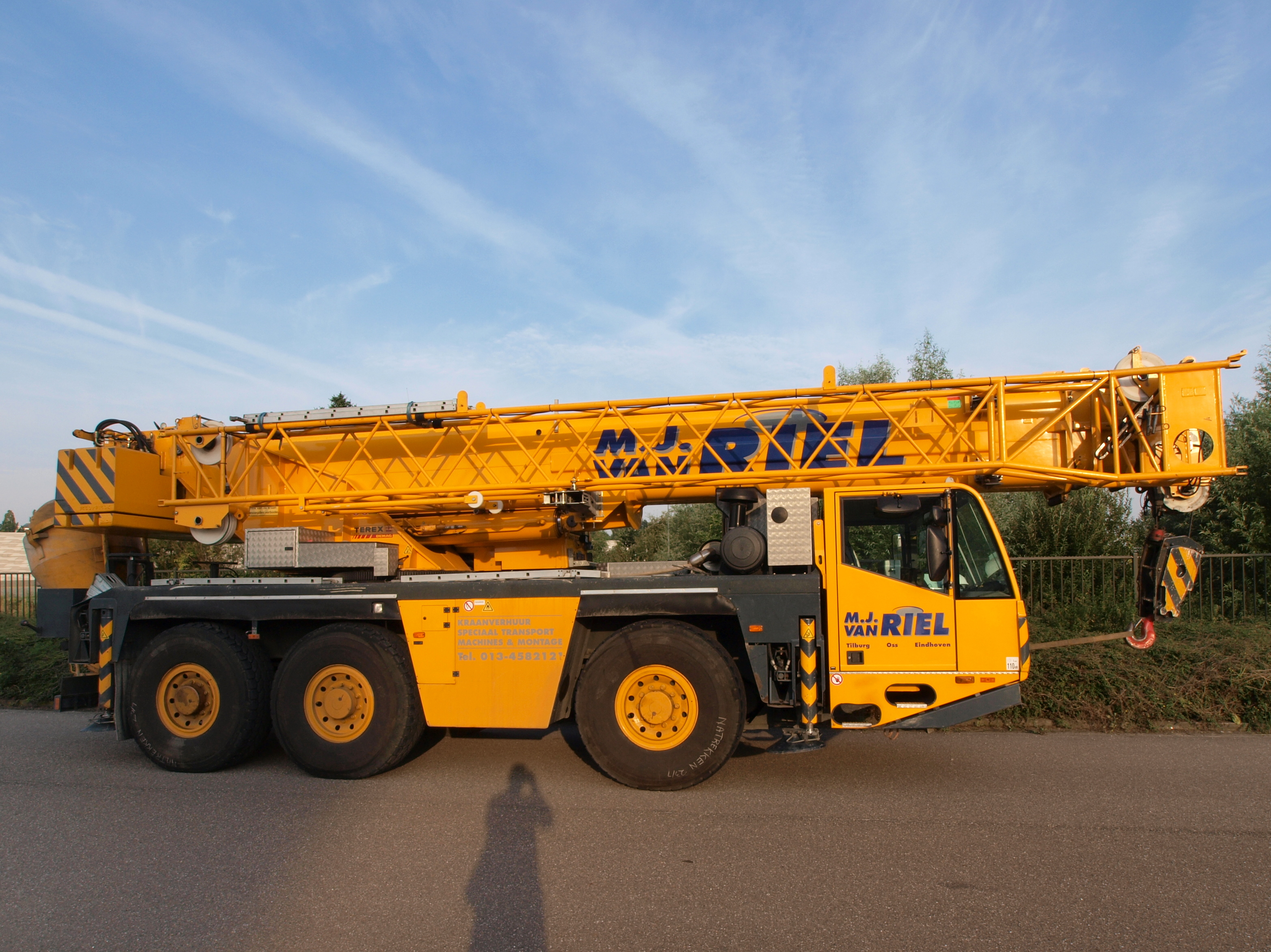
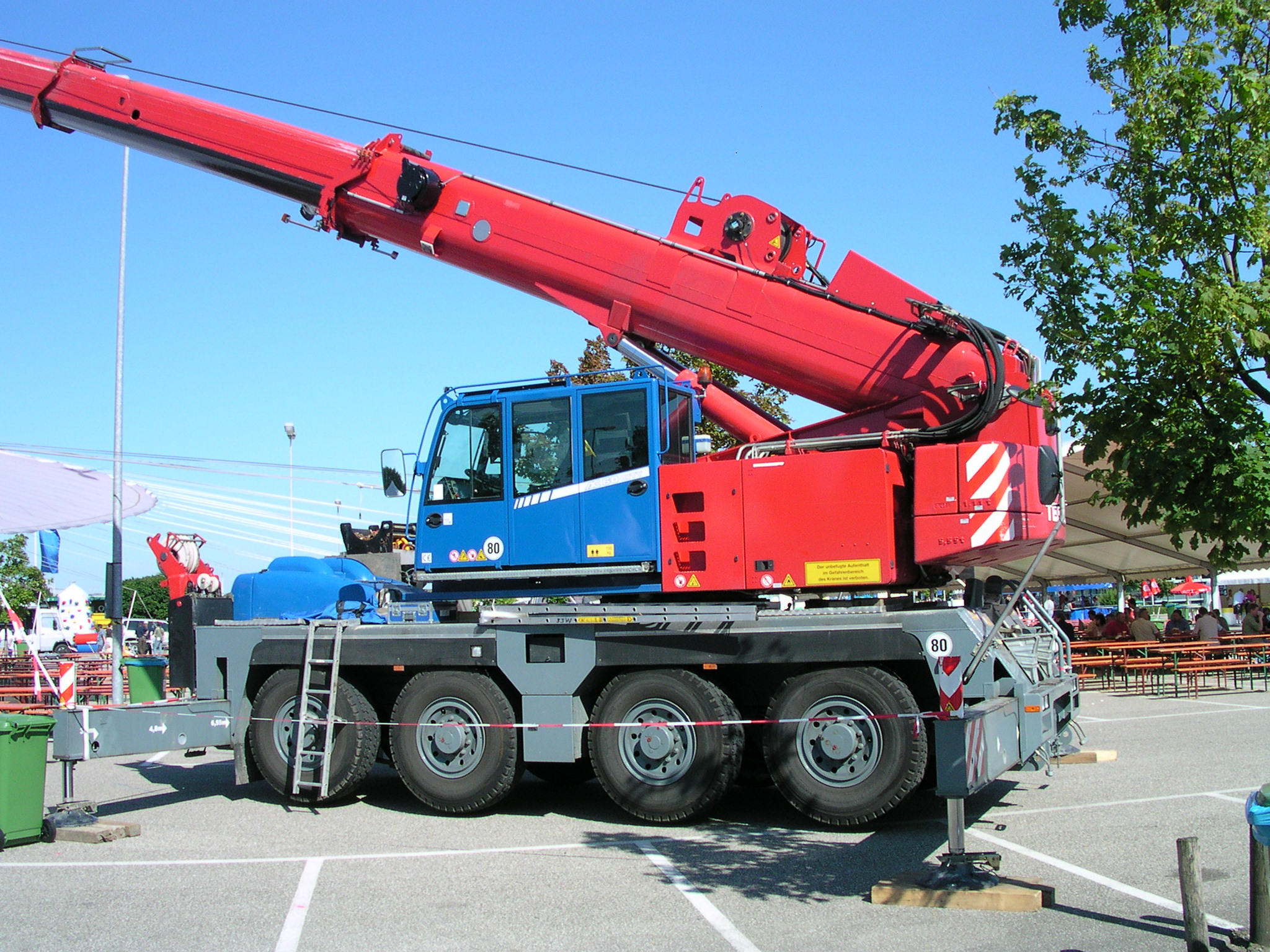
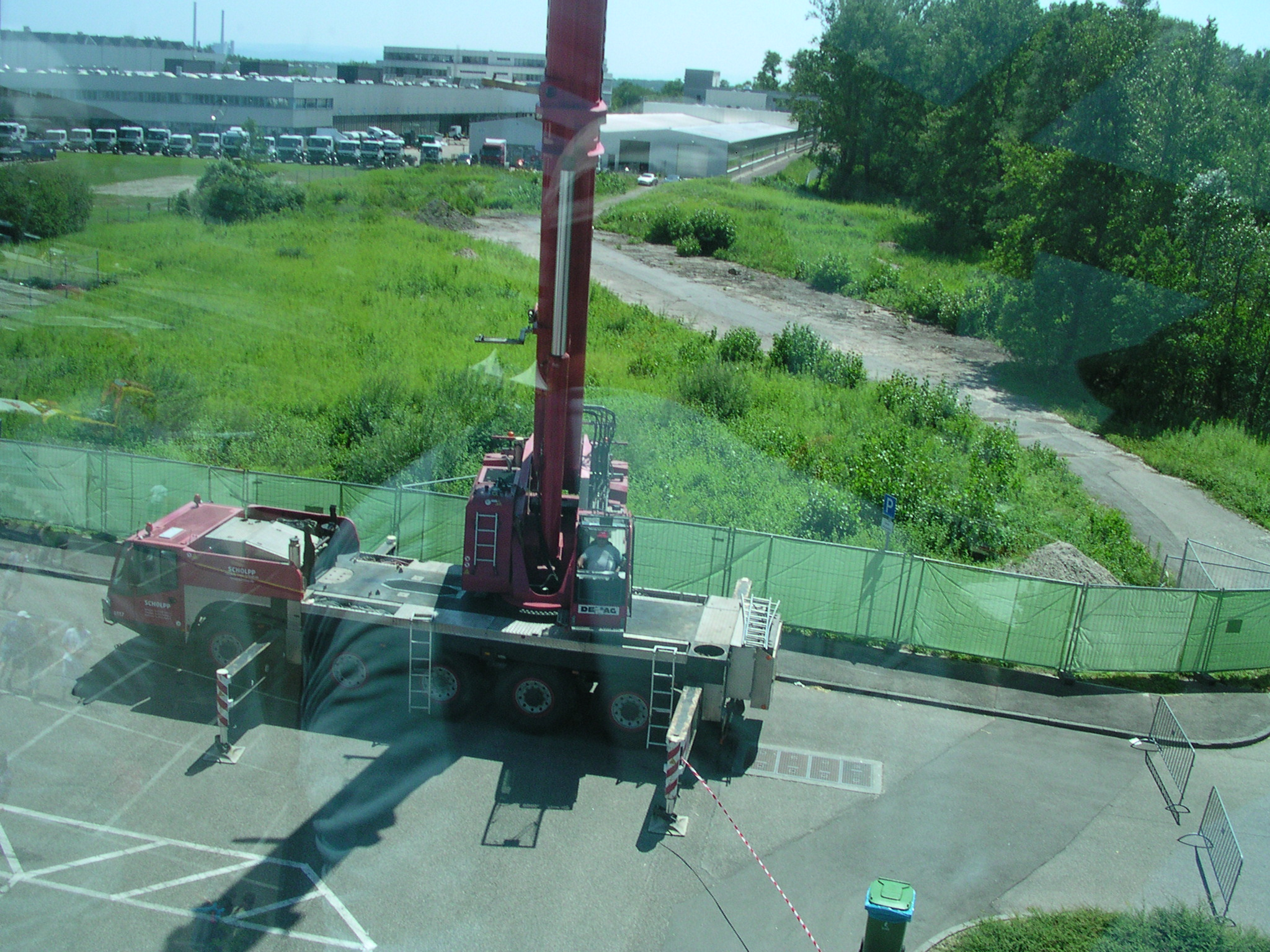
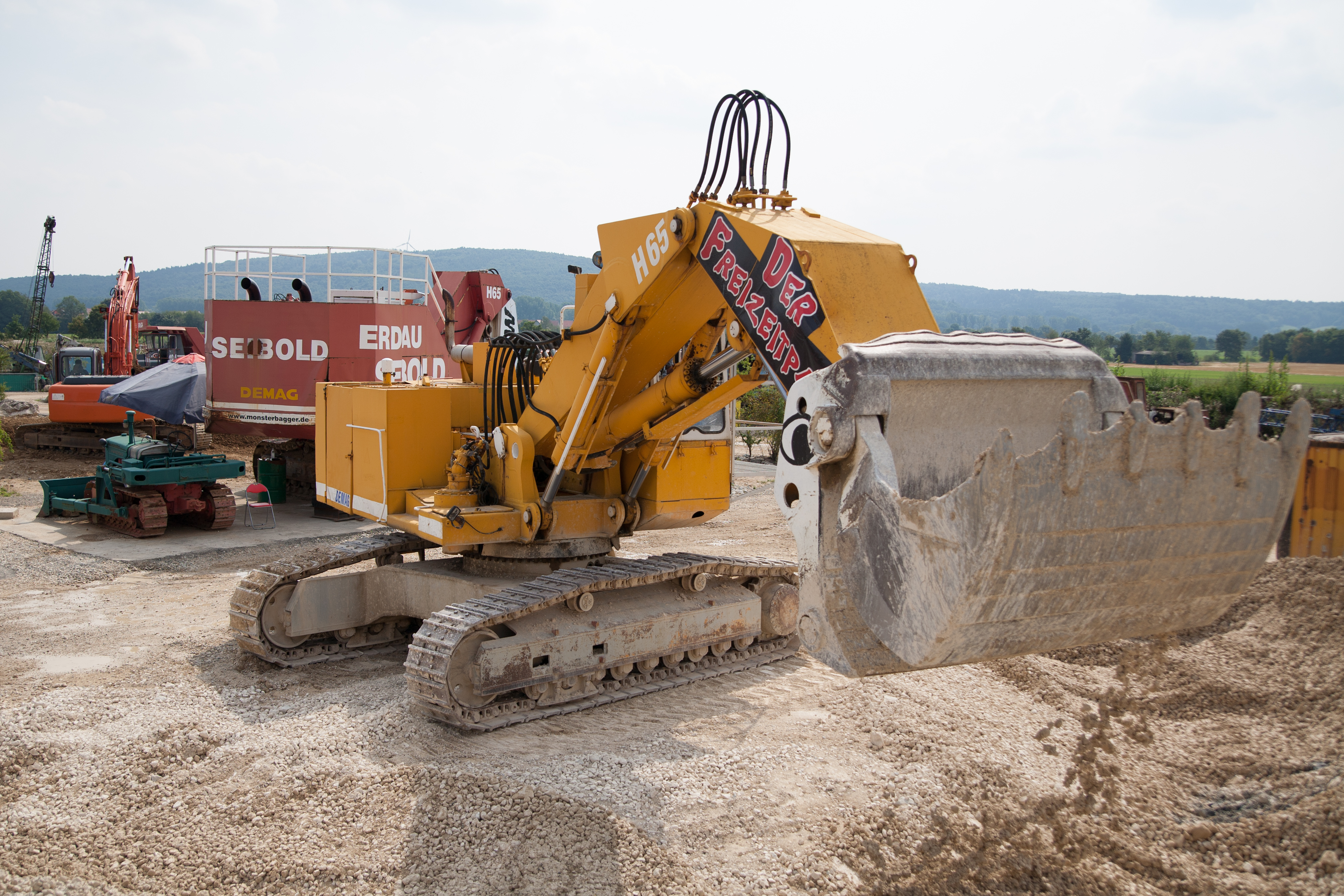